# Meritxell Mas
Meritxell Mas Pujadas (Granollers, 25 de dezembro de 1994) é uma nadadora artística espanhola.

## Carreira
Ganhou sete medalhas nos Campeonatos Mundiais de Natação entre 2013 e 2024, e sete medalhas nos Campeonatos Europeus de Natação entre 2014 e 2024. Nos Jogos Europeus de 2023, em Cracóvia, conquistou duas medalhas de ouro. Em 2017, recebeu a Medalha Extraordinária de Mérito Desportivo, concedida pela Real Federação Espanhola de Natação.
Nos Jogos Olímpicos de Verão de 2024, em Paris, conquistou a medalha de bronze na competição por equipes na natação artística, ao lado de Txell Ferré, Marina García Polo, Lilou Lluís Valette, Alisa Ozhogina, Paula Ramírez, Iris Tió e Blanca Toledano.